# Sandra Missbach
Sandra Missbach (Greiz, 19 maart 1978) is een wielrenner uit Duitsland.
In 1998 werd Missbach derde op de Duitse nationale kampioenschappen op de weg.
In 1999 behaalde ze een derde plaats in de Tour de Feminin - O cenu Českého Švýcarska.
In 2002 schreef Missbach de Parel van de Veluwe en de Draai van de Kaai op haar naam.